# Gordon Joseph Gray
Gordon Joseph Gray (ur. 10 sierpnia 1910 w Edynburgu, zm. 19 lipca 1993 w Edynburgu) – szkocki duchowny katolicki, arcybiskup Saint Andrews i Edynburga, kardynał.

## Życiorys
Studiował w Akademii Krzyża Świętego w Edynburgu, następnie w Seminarium Świętego Jana w Wonersh (Anglia). Przyjął święcenia kapłańskie 15 czerwca 1935 w Edynburgu. Zajmował się działalnością duszpasterską i pedagogiczną, był m.in. rektorem Kolegium Świętej Marii w Blairs (1947–1951).
20 czerwca 1951 został mianowany przez papieża Piusa XII arcybiskupem Saint Andrews i Edynburga; sakry biskupiej udzielił mu 21 września 1951 w Edynburgu William Godfrey (delegat apostolski w Wielkiej Brytanii, późniejszy kardynał). Uczestniczył w Soborze Watykańskim II oraz w sesjach Światowego Synodu Biskupów w Watykanie (1969, 1974). Przewodniczył ponadto Konferencji Episkopatu Szkocji.
W kwietniu 1969 został wyniesiony przez papieża Pawła VI do godności kardynalskiej, z tytułem prezbitera S. Chiara a Vigna Clara. Jako kardynał uczestniczył w obu konklawe w 1978 oraz w I sesji Kolegium Kardynalskiego w Watykanie (1979). W lipcu 1981 Jan Paweł II mianował go swoim specjalnym wysłannikiem na obchody jubileuszu 100-lecia opactwa Fort Augustus w Szkocji.
Po osiągnięciu wieku emerytalnego (75 lat) złożył rezygnację z dalszego pełnienia funkcji arcybiskupich, która została przyjęta 30 maja 1985. Jego następcą został Keith O’Brien, któremu 5 sierpnia 1985 udzielił sakry biskupiej. W 1990 ukończył 80 lat i utracił prawo udziału w konklawe. Został pochowany w krypcie katedry Świętej Marii w Edynburgu.